# Riddarna kring Dannys bord
Riddarna kring Dannys bord (originaltitel: Tortilla Flat) är en roman från 1935 av John Steinbeck. Handlingen utspelas i Monterey i Kalifornien. Romanen var Steinbecks första stora framgång, både hos kritikerna och kommersiellt. Den första upplagan på svenska utkom 1938, i översättning av Sven Barthel.
Romanen filmatiserades 1942 i regi av Victor Fleming, med den svenska titeln Dagdrivarbandet.